# Arturo Guzmán Decena
Artikeln följer den spanska namnseden; faderns efternamn är Guzmán och moderns efternamn Decena.
Arturo Guzmán Decena, gick under smeknamnet Z-1 som var hans anropssignal i militären,  född 13 januari 1976 i delstaten Puebla, död 21 november 2002 i Matamoros i Tamaulipas, var en mexikansk militär och brottsling samt medgrundare och ledare för brottssyndikatet Los Zetas.
Han tog värvningen i den mexikanska armén och utbildade sig till att bli medlem i det flygburna specialförbandet Grupo Aeromóvil de Fuerzas Especiales (GAFE), som hade tränats av amerikanska U.S. Army Special Forces och Guatemalas ökända specialstyrka Kaibiles samt andra specialförband från Frankrike och Israel. 1997 hoppade han av armén som plutonchef och anslöt sig till brottssyndikatet Cártel del Golfo. 1998 blev han beordrad av den ena kartelledaren Osiel Cárdenas Guillén att mörda den andra kartelledaren Salvador "El Chava" Gómez Herrera. Efter ett dop rörande Cárdenas Guilléns dotter så åkte Guzmán Decena och Gómez Herrera tillsammans i en Dodge Durango, Gómez Herrara satt i främre passagerarsätet medan Guzmán Decena satt i baksätet. Efter några minuters färd tog Guzmán Decena fram en pistol och sköt Gómez Herrera i bakhuvudet, vilket ledde till att Gómez Herrera avled omedelbart. Cárdenas Guillén blev ensam ledare för Cártel del Golfo och mordet visade på att Guzmán Decena var en man som Cárdenas Guillén kunde lita på. 1999 grundade dem två en paramilitär med namnet Los Zetas, där ett 30-tal militärer rekryterades från Guzmán Decenas gamla förband. Åren gick och Guzmán Decena utförde flera olika attentat och mord på order av Cárdenas Guillén.
Den 21 november 2002 blev han skjuten till döds av den mexikanska armén i Matamoros i Tamaulipas. Vad som föranledde hans död är oklart, men det finns dock två uppfattningar. Den första är att han blev iakttagen på en restaurang av den mexikanska armén och som då genomförde en räd mot stället och sköt honom till döds. Den andra uppfattningen är att han var på restaurangen och ville besöka hans älskarinna som bodde några kvarter därifrån, han beordrade sina underordnade att blockera vägarna så ingen kunde störa honom på vägen till henne. En boende i området såg detta och ringde till polisens enhet om organiserad brottslighet, som vidarebefordrade informationen till armén. Armén kom till platsen och det utbröt skottlossning mellan dem och Guzmán Decenas underordnade, som resulterade i att han blev träffad och avled av skadorna.